# Hatten
Pour l’article homonyme, voir Hatten (Oldenbourg).
Hatten est une commune française située dans la circonscription administrative du Bas-Rhin et, depuis le 1er janvier 2021, dans le territoire de la Collectivité européenne d'Alsace, en région Grand Est.
Cette commune se trouve dans la région historique et culturelle d'Alsace.

## Géographie
Hatten marque le début de l'Outre-Forêt dans le nord du Bas-Rhin, à la lisière nord de la forêt de Haguenau. La commune bien que située dans la plaine d'Alsace a un relief de type collinaire.

### Communes limitrophes
Les communes limitrophes sont  Buhl, Forstfeld, Kesseldorf, Niederrœdern, Oberrœdern, Rittershoffen et Stundwiller.
| Stundwiller Oberrœdern | Buhl   | Niederrœdern |
|                        | Hatten | Kesseldorf   |
| Rittershoffen          |        | Forstfeld    |

### Hydrographie
La commune est dans le bassin versant du Rhin au sein du bassin Rhin-Meuse. Elle est drainée par le ruisseau le Seltzbach, le ruisseau de Hatten, le ruisseau le Warsbach, le ruisseau l'Engelbach, le ruisseau Mirgraben et,.
Le Seltzbach, d'une longueur de 33 km, prend sa source dans la commune de Gœrsdorf et se jette  dans la Sauer à Seltz, après avoir traversé 14 communes. Les caractéristiques hydrologiques du Seltzbach sont données par la station hydrologique située sur la commune de Niederrœdern. Le débit moyen mensuel est de 1,59 m3/s. Le débit moyen journalier maximum est de 80,5 m3/s, atteint lors de la crue du 12 mai 1970. Le débit instantané maximal est quant à lui de 102 m3/s, atteint le 1er mai 1970.

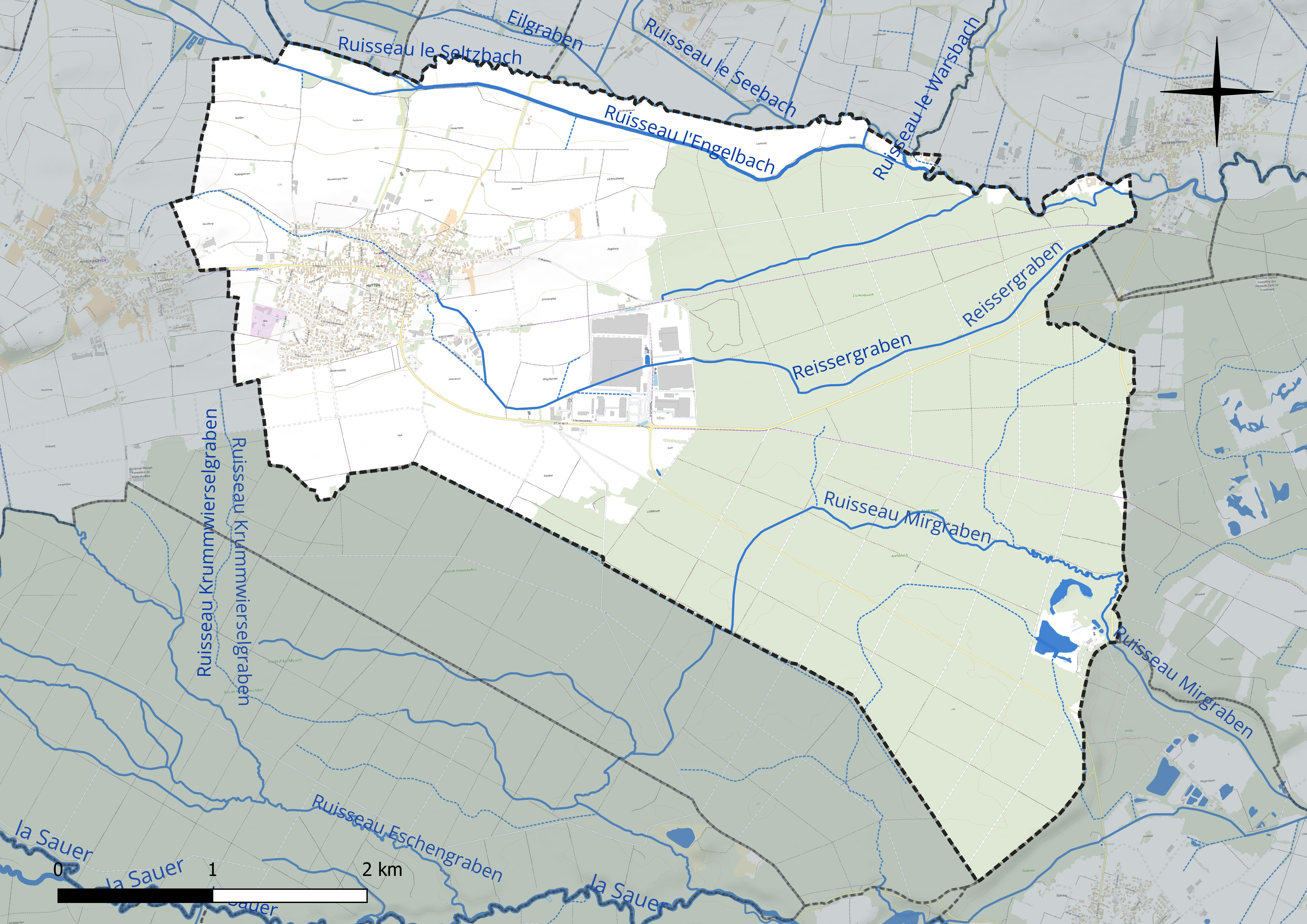
Réseau hydrographique de Hatten.

### Climat
Pour des articles plus généraux, voir Climat du Grand Est et Climat du Bas-Rhin.
En 2010, le climat de la commune est de type climat des marges montargnardes, selon une étude du Centre national de la recherche scientifique s'appuyant sur une série de données couvrant la période 1971-2000. En 2020, Météo-France publie une typologie des climats de la France métropolitaine dans laquelle la commune est exposée à un climat semi-continental et est dans la région climatique  Alsace, caractérisée par une pluviométrie faible, particulièrement en automne et en hiver, un été chaud et bien ensoleillé, une humidité de l’air basse au printemps et en été, des vents faibles et des brouillards fréquents en automne (25 à 30 jours). 
Pour la période 1971-2000, la température annuelle moyenne est de 10,5 °C, avec une amplitude thermique annuelle de 17,7 °C. Le cumul annuel moyen de précipitations est de 765 mm, avec 10,5 jours de précipitations en janvier et 10 jours en juillet. Pour la période 1991-2020, la température moyenne annuelle observée sur la station météorologique de Météo-France la plus proche, « Preuschdorf », sur la commune de Preuschdorf à 14 km à vol d'oiseau, est de 11,3 °C et le cumul annuel moyen de précipitations est de 834,2 mm. 
La température maximale relevée sur cette station est de 39,8 °C, atteinte le 4 juillet 2015 ; la température minimale est de −19,9 °C, atteinte le 8 janvier 1985,,. 
Les paramètres climatiques de la commune ont été estimés pour le milieu du siècle (2041-2070) selon différents scénarios d'émission de gaz à effet de serre à partir des nouvelles projections climatiques de référence DRIAS-2020. Ils sont consultables sur un site dédié publié par Météo-France en novembre 2022.

## Urbanisme

### Typologie
Au 1er janvier 2024, Hatten est catégorisée bourg rural, selon la nouvelle grille communale de densité à sept niveaux définie par l'Insee en 2022.
Elle est située hors unité urbaine et hors attraction des villes,.

### Occupation des sols
L'occupation des sols de la commune, telle qu'elle ressort de la base de données européenne d’occupation biophysique des sols Corine Land Cover (CLC), est marquée par l'importance des forêts et milieux semi-naturels (53,2 % en 2018), une proportion sensiblement équivalente à celle de 1990 (53,8 %). La répartition détaillée en 2018 est la suivante : forêts (52 %), terres arables (29,9 %), zones urbanisées (6,5 %), zones agricoles hétérogènes (5,2 %), zones industrielles ou commerciales et réseaux de communication (3,2 %), mines, décharges et chantiers (1,9 %), milieux à végétation arbustive et/ou herbacée (1,2 %). L'évolution de l'occupation des sols de la commune et de ses infrastructures peut être observée sur les différentes représentations cartographiques du territoire : la carte de Cassini (XVIIIe siècle), la carte d'état-major (1820-1866) et les cartes ou photos aériennes de l'IGN pour la période actuelle (1950 à aujourd'hui).

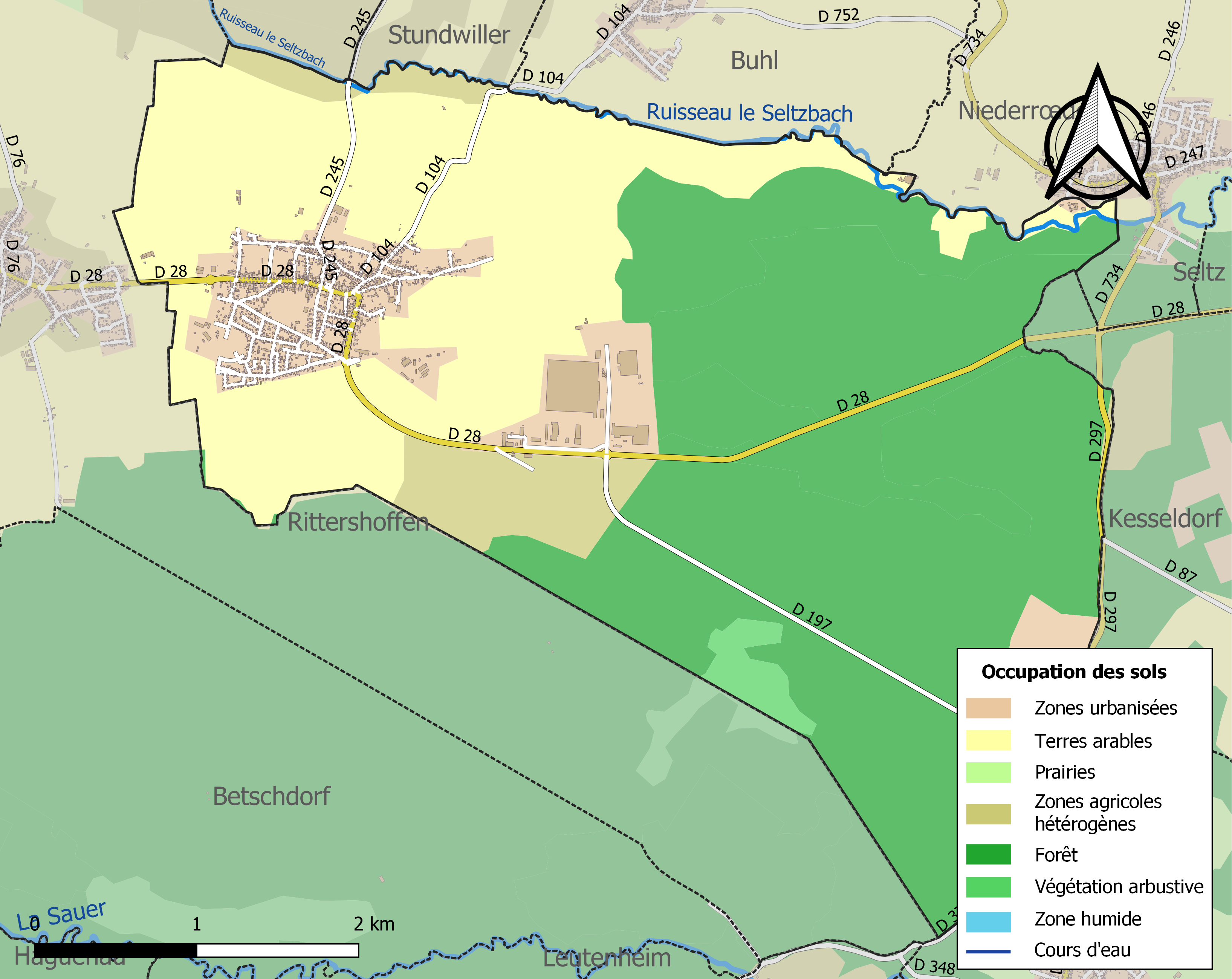
Carte des infrastructures et de l'occupation des sols de la commune en 2018 (CLC).

## Histoire
Une foule d'objets néolithiques a été mis au jour sur le ban communal.
La tombe à char de Hatten atteste de l'appartenance géographique de la culture des tumuli de l'Europe médiane. Des bandeaux en or, ainsi que deux magnifiques œnochoes étrusques. Toutefois il faut considérer globalement le site étendu de la forêt de Hatten et du bois de l'Hospital, une nécropole de plus de 300 tertres recensés.
La première occurrence cartulaire des possessions temporelles de l'abbaye de Wissembourg mentionne ce village-domaine pour quelques biens épars. Globalement ce dernier espace est sous l'autorité des landgraves de Basse-Alsace avant d'être vendu aux puissants seigneurs de Lichtenberg en 1332. Ceux-ci le lèguent à leurs héritiers, les Hanau-Lichtenberg en 1448 puis les Hesse-Darmstadt en 1736. La Réforme s'impose dès 1557 du fait de l'autorité seigneuriale.
Avant la Révolution, Hatten est le chef-lieu d'un bailliage regroupant dix villages. Il est animé d'une vie commerciale non négligeable, en dehors de trois grandes foires annuelles. Lors de l'apogée démographique en 1849, avec 2 139 habitants, la commune accueillent différents maisons de commerce de tissus, de fer, de bois et de vin, en plus d'un notaire et d'une percepteur des contributions directes. Le village est même le siège d'un petit consistoire protestant de la confession d'Augsbourg, puisqu'il compte parmi sa population déclarée croyante 1131 protestants et 22 anabaptistes pour 765 catholiques et 222 juifs.
Durant la Belle Époque allemande s'ajoute une brigade de gendarmes, trois médecins, une pharmacie, une librairie, une caisse d'épargne, une caisse d'avance publiques, des grossistes en grains, houblons, bovins, bois et charbon.

### Seconde Guerre mondiale
En 1939, Hatten se trouvait sur la ligne Maginot et, par mesure de prévention et de précaution, les 1 500 habitants du village sont évacués à Châteauponsac dans le Limousin par les autorités françaises. Ils avaient dû laisser derrière eux tout ce qui ne rentrait pas dans une valise. Mais par chance, le village n'avait alors pas souffert et, dès 1940, les habitants de Hatten purent revenir en Alsace alors annexée par les Allemands.
Le 13 décembre 1944, après 4 ans d'occupation, le village est libéré sans combats par les Américains et les habitants se sentent alors en sécurité.
Mais le 1er janvier 1945, les Allemands déclenchent une de leurs dernières offensives de la guerre, l'opération Nordwind, qui visait, entre autres, à reconquérir Strasbourg. Hatten est alors un passage obligé pour les blindés allemands et, durant les batailles de chars qui y opposent Allemands et Américains entre le 8 et le 20 janvier, le village est presque entièrement détruit par une succession de combat de blindés, l'énorme puissance de feu de l'artillerie américaine achevant l'opération de destruction. En effet, après 12 jours de combats, sur les 365 maisons que comptait alors le village, 350 furent détruites. 2 500 soldats ainsi que 83 civils y avaient trouvé la mort.
Après la guerre, le village martyr est reconstruit.

## Politique et administration
| Période                                  | Période                   | Identité                                      | Étiquette | Qualité                                     |
| ---------------------------------------- | ------------------------- | --------------------------------------------- | --------- | ------------------------------------------- |
| Les données manquantes sont à compléter. |                           |                                               |           |                                             |
| 2001                                     | 11 juin 2016              | François Fenninger                            |           |                                             |
| juin 2016                                | En cours (au 31 mai 2020) | Serge Kraemer, Réélu pour le mandat 2020-2026 |           | 3e vice-président de la CC de l'Outre-Forêt |

## Population et société

### Démographie
L'évolution du nombre d'habitants est connue à travers les recensements de la population effectués dans la commune depuis 1793. Pour les communes de moins de 10 000 habitants, une enquête de recensement portant sur toute la population est réalisée tous les cinq ans, les populations de référence des années intermédiaires étant quant à elles estimées par interpolation ou extrapolation. Pour la commune, le premier recensement exhaustif entrant dans le cadre du nouveau dispositif a été réalisé en 2005.

En 2022, la commune comptait 1 923 habitants, en évolution de +0,1 % par rapport à 2016 (Bas-Rhin : +3,17 %, France hors Mayotte : +2,11 %).
| 1793  | 1800  | 1806  | 1821  | 1831  | 1836  | 1841  | 1846  | 1851  |
| ----- | ----- | ----- | ----- | ----- | ----- | ----- | ----- | ----- |
| 1 320 | 1 564 | 1 586 | 1 885 | 2 028 | 2 096 | 2 018 | 2 139 | 2 041 |

| 1856  | 1861  | 1866  | 1871  | 1875  | 1880  | 1885  | 1890  | 1895  |
| ----- | ----- | ----- | ----- | ----- | ----- | ----- | ----- | ----- |
| 1 770 | 1 772 | 1 706 | 1 750 | 1 732 | 1 727 | 1 749 | 1 659 | 1 708 |

| 1900  | 1905  | 1910  | 1921  | 1926  | 1931  | 1936  | 1946 | 1954  |
| ----- | ----- | ----- | ----- | ----- | ----- | ----- | ---- | ----- |
| 1 714 | 1 662 | 1 598 | 1 508 | 1 521 | 1 521 | 1 471 | 834  | 1 297 |

| 1962  | 1968  | 1975  | 1982  | 1990  | 1999  | 2005  | 2006  | 2010  |
| ----- | ----- | ----- | ----- | ----- | ----- | ----- | ----- | ----- |
| 1 404 | 1 513 | 1 520 | 1 658 | 1 691 | 1 789 | 1 893 | 1 940 | 1 954 |

| 2015  | 2020  | 2022  | - | - | - | - | - | - |
| ----- | ----- | ----- | - | - | - | - | - | - |
| 1 925 | 1 901 | 1 923 | - | - | - | - | - | - |

## Culture locale et patrimoine

### Lieux et monuments
- Musée de l'abri de Hatten.

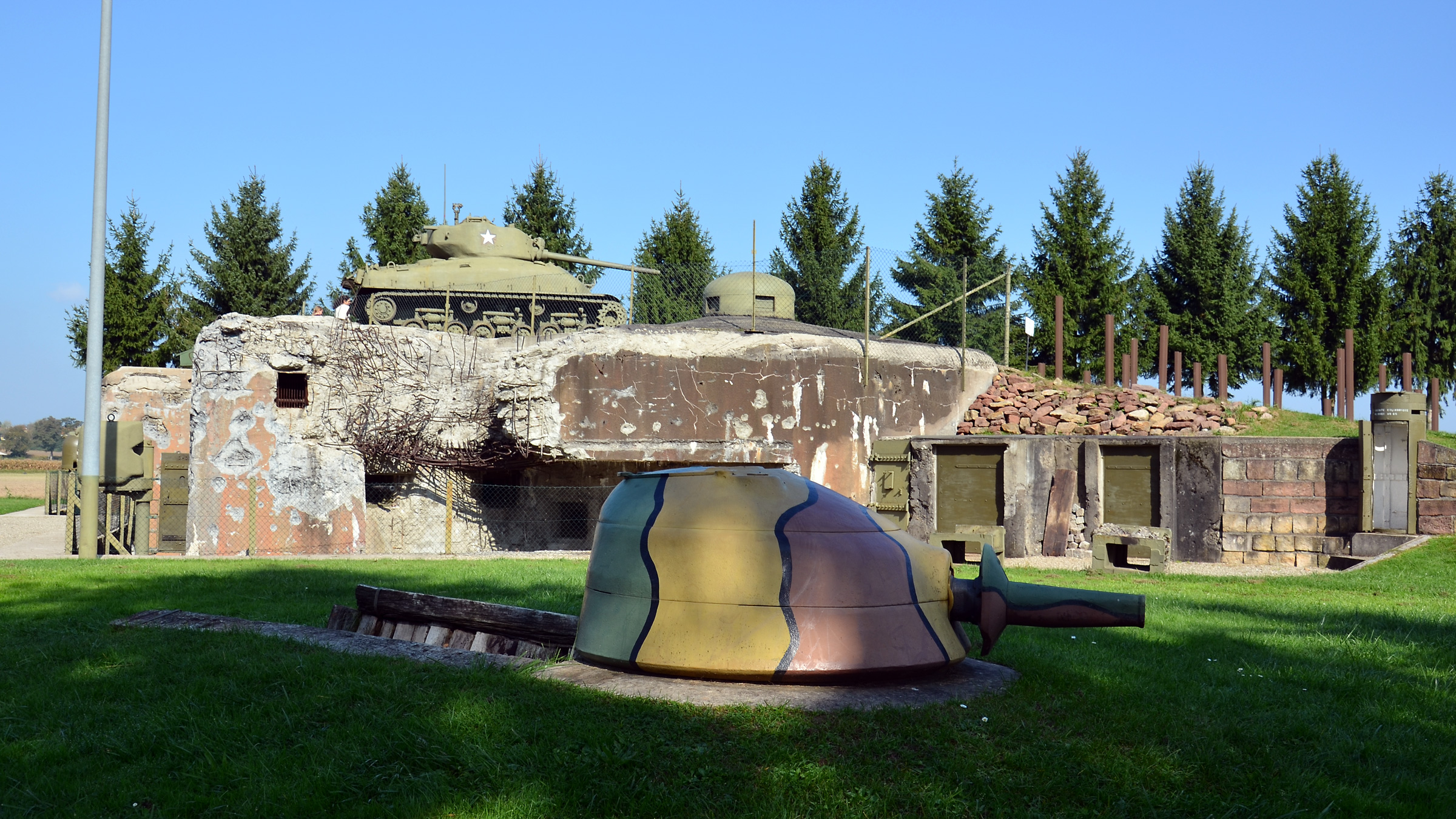
Musée de la ligne Maginot - casemate Esch.

- Tumulus celtique en forêt de Hatten.
- Sentier botanique et sentier poétique en forêt de Hatten.
- Musée de la ligne Maginot - casemate Esch.

### Personnalités liées à la commune
Vito Bertoldo : Médaille d'Honneur pour ses faits de guerre accomplis dans le village de Hatten les 9 et 10 janvier 1945.

### Héraldique
| Blason de Hatten | Blason  | Coupé : au premier d'argent au lion issant de gueules, au second d'azur à l'étoile de six rais d'or. |
| Blason de Hatten | Détails | |